# YARA
YARAは、マルウェア解析・検知ツールである。

## 概要
YARAは、Virustotalの開発者として有名なVictor Alvarezによって開発された。
YARAは、"YARA: Another Recursive Acronym(YARA、もう一つの再帰略語)"もしくは"Yet Another Ridiculous Acronym(さらにもう一つのばかげた略語)"の略語である。
YARAは、Portable ExecutableやELFを処理するモジュールを搭載している。また、"Cuckoo"というオープンソースのサンドボックスもサポートしている。